# Kościół św. Stanisława w Skierniewicach
Kościół św. Stanisława – rzymskokatolicki kościół parafialny w Skierniewicach, w województwie łódzkim. Należy do dekanatu Skierniewice-Najświętszego Serca Pana Jezusa diecezji łowickiej.
Kościół został wybudowany w 1720 r. na zlecenie Arcybiskupa Stanisława Szembeka w stylu barokowym. Na głównych drzwiach wejściowych znajduje się herb Stanisława Szembeka.
Wewnątrz kościoła usytuowane są trzy klasycystyczne ołtarze.
Obok kościoła znajduje się budynek dawnego szpitala oraz cmentarz Św. Rocha, gdzie pochówki zakończono w 1911 r.
4 maja 2002 roku sprowadzono do kościoła Relikwię Św. Stanisława z katedry na Wawelu.
8 maja tego samego roku ks. Biskup Alojzy Orszulik wydanym dekretem ustanowił Sanktuarium Świętego Stanisława kościołem parafialnym.

## Przypisy

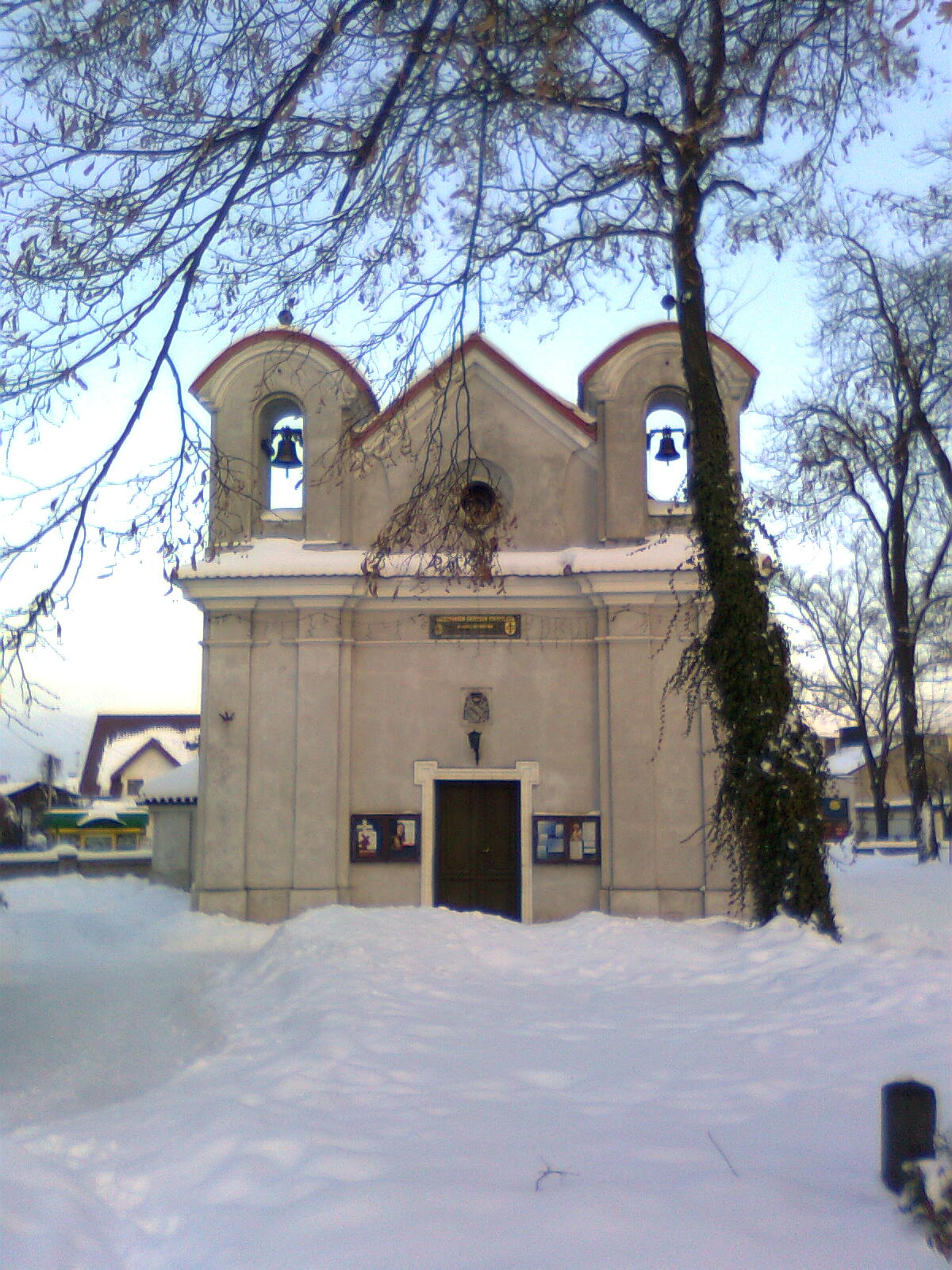
Kościół Św. Stanisława

## Patron Parafii
- Święty Stanisław ze Szczepanowa